# Железнодорожная линия Санкт-Петербург — Витебск
Железнодорожная линия Санкт-Петербург — Витебск — принадлежащая РЖД и БелЖД и используемая для грузовых и пассажирских перевозок железнодорожная линия длиной 568 км, начинающаяся в Санкт-Петербурге от Витебского вокзала и проходящая по территории Ленинградской, Новгородской и Псковской областей России и Витебской области Белоруссии до вокзала города Витебск. Километраж линии считается от Санкт-Петербурга. Участок до Павловска соответствует исторической Царскосельской железной дороге, первой в России.

## Состояние на 2021 год
На 2021 год российская часть линии до границы с Белоруссией входит в Санкт-Петербург-Витебский регион Октябрьской железной дороги.
На большей своей части линия однопутная неэлектрифицированная. Оснащена автоблокировкой. Электрифицированный участок линии — только под санкт-петербургское пригородное сообщение от Санкт-Петербург-Витебский до станции Оредеж. Движение грузовых поездов под электротягой возможно только до станции Кобралово с дальнейшим съездом на окружную жел. дор. линию Гатчина-Товарная — Новолисино.
Двухпутные участки линии имеются только в зоне санкт-петербургского пригородного сообщения до станции Новинка и небольшой участок в пригородной черте города Витебск от станции Лужесно до станции Витебск.

Линия активно используется в грузовом движении, в том числе в межгосударственном Россия — Белоруссия. В дальнем пассажирском сообщении линия малодеятельная. Межобластное пассажирское сообщение присутствует. Активное пригородное пассажирское сообщение имеется только в зоне электрификации санкт-петербургского пригородного сообщения.
Данные об перспективах дальнейшей электрификации и об обустройстве второго пути отсутствуют.

## История
Построена в досоветский период обществом Московско-Виндаво-Рыбинской железной дороги в пределах 1900—1904 годов с торгово-хозяйственными целями. От Санкт-Петербурга до Павловска шла параллельно Царскосельской железной дороге вплоть до закрытия таковой.[уточнить] Также именно под новую линию в Санкт-Петербурге в 1904 году было построено ныне существующее здание Витебского вокзала.

В самом Витебске новая линия соединилась с уже действующими Риго-Орловскими железными дорогами.
Электрификация санкт-петербургского пригородного участка производилась частями: 1953 год — до Павловска; 1962 год — до Вырицы с ответвлением на Посёлок; 1988 — до Чолово; 1989 — до Оредежа.
В позднесоветский период линия активно использовалась в дальнем пассажирском движении в направлении на восток и юг Украины и до Минска.